# Bergstadt
Eine Bergstadt ist historisch gesehen eine Siedlung in der Nähe von Rohstofflagerstätten, welche, vor allem zum Zwecke der raschen Ansiedlung von Arbeitskräften und Unternehmen, mit besonderen Rechten, Steuerbefreiungen oder -erlass und Ähnlichem ausgestattet wurde („Freie Bergstadt“). In den Zeiten des Niedergangs des Bergbaus wurde die Bezeichnung von der Landesherrschaft auch ausdrücklich verliehen, um damit private Investitionen zu fördern. Diese Bezeichnung wurde auch solchen Städten verliehen, von denen man sich dadurch erst eine größere bergbauliche Entfaltung erhoffte.

## Definitionen
„Bergstadt, auch Bergort – im w. S. eine Stadt, welche ihr Entstehen vorzugsweise dem in ihrer Umgegend betriebenen Bergbau verdankt; im e. S. eine Stadt, welcher zum Besten des Bergbaues verschiedene Privilegien ertheilt worden sind.“

„Bergstadt, eine Stadt, wo Bergwerk gebauet wird, in Sachsen sind dergleichen Städte mit dem halben Land- und Tranksteuer-Erlaß, und der Accisemoderation, auch Gleit und Zoll, in Ansicht dessen, was zum Bergbau gebraucht wird, von der Landaccise befreyet, dargegen die ganze Commun in Ansehung der Land- und Tranksteuer-Begnadigung einen Stolln, zu Aufschließung des Gebirges, und wegen der zu genießenden halben Accise jeder Einwohner, nach Beschaffenheit seines Bergwerks, eine gewisse Anzahl von Kuxen bauen muß. Es genießen aber die Bergstädte solche Freyheit nicht schlechterdings und ohne Ausnahme, sondern
sie müssen damit ausdrücklich begnadiget seyn.“

## Privilegien und Restriktionen
Obwohl sich die Bergstädte in Bezug auf Entwicklung, Herrschaftsbereich und Zeitpunkt der Erhebung teilweise deutlich unterscheiden, gibt es Gemeinsamkeiten bei den Privilegien und Restriktionen. Die Ähnlichkeit der Bergordnungen und Berggesetze, auch über Ländergrenzen hinweg, spätere Normierungen und die Wanderungsbewegungen der Bergleute wirkten vereinheitlichend.
Bei einer Bergstadt handelte es sich um eine Stadt, die außer dem Stadtrecht auch weitreichende bergrechtliche Privilegien besaß. Viele Bergstädte waren zumindest zeitweise Sitz eines Bergamtes mit eigenem Bergmeister, oft auch eigener Berggerichtsbarkeit. Steuerliche Vergünstigungen sollten die Konjunktur ankurbeln. In Sachsen waren viele Gemeinden, nicht nur Bergstädte, von der halben Land- und Tranksteuer befreit, mussten diese aber nachweislich in eigene Bergwerke, die Kommungruben, investieren. Allerdings kamen sie dieser lästigen Pflicht oft nur mit der geringstmöglichen Belegschaft nach, privatisierten das Bergwerk aber, wenn es Ausbeute abwarf. Die Zoll- und Geleitsfreiheit sollte einen freien Zugang zur Stadt und die Versorgung der Bergstädte mit Waren ermöglichen, da in vielen, schnell gewachsenen Bergstädten, zumindest in den Anfangsjahren, der Anteil Bergbau-ferner Berufe für eine ausgewogene Gewerbestruktur zu gering war. Juden, die anfangs noch eine große Bedeutung für das Aufleben der Bergstädte hatten, wurde schon bald der Zugang verwehrt. Sie durften sich auch nicht in der näheren Umgebung niederlassen. Entweder durften sie die Bergstadt gar nicht passieren, oder mussten diese vor Einbruch der Nacht wieder verlassen.
Allerdings wurden derartige Vergünstigungen teilweise auch an unbedeutendere Bergbausiedlungen vergeben. Erst die städtischen Insignien, wie Siegel, Wappen, Marktgerechtigkeit, Braugerechtigkeit, Meilenrecht etc., machten sie zu einer Bergstadt oder, falls nicht so bedeutend, zu einem Bergstädtchen bzw. Bergstädtlein. Bergflecken hatten nur die Marktgerechtigkeit (Marktflecken) und zählten nicht zu den „echten“ Bergstädten.

## Bergstädte als Siedlungsform

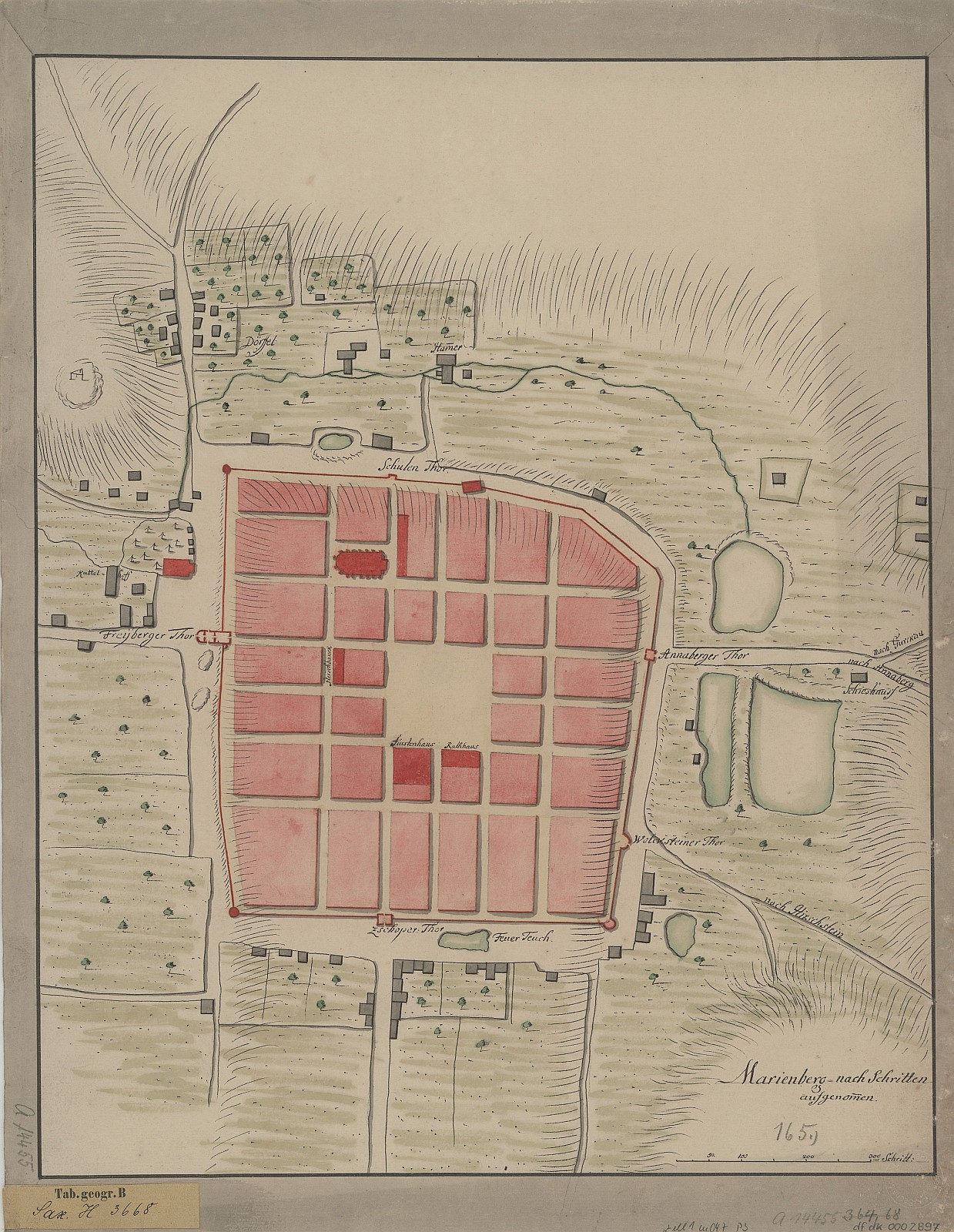
Plan von Marienberg (um 1730)

Viele Bergstädte, insbesondere im Erzgebirge, weisen einen charakteristischen Grundriss auf und werden dadurch als spezielle Siedlungsform wahrgenommenen. Während die spätmittelalterlichen, bergstädtischen Gründungen wie Altenberg oder Schneeberg noch ungeregelt erfolgten, nahm ab etwa 1500, beim zweiten Berggeschrey, der Grundherr trotz eines oft ebenso schnellen Wachstums in vielen Fällen eine städteplanerische Gestaltung vor. Er stattete die Siedlung nicht nur mit den Privilegien einer Bergstadt aus, um Bergleute anzulocken, sondern ließ auch gleichzeitig eine Stadt an einer geeigneten Stelle und in der zu erwartenden Größe errichten.
Die Architektur folgte hierbei den Idealvorstellungen der Renaissance mit einem gitternetz- bis schachbrettartigen Grundriss. Rechtwinklige Straßen, ein großer, zentraler Platz, auf dem u. a. der Markt und die Bergaufzüge abgehalten wurden, sind die wesentlichen Merkmale. Wichtig war, dass die Siedlung nicht direkt im Grubenrevier lag, gut erreichbar war, mit Trinkwasser versorgt und wehrhaft angelegt werden konnten. Dadurch wurden einige dieser Städte auf „wilder Wurzel“ in vorher eher unbesiedeltem Gebiet angelegt.
Als markantestes Beispiel gilt Marienberg, das ab 1521 nach Plänen von Ulrich Rülein von Calw errichtet wurde. Dieser hatte bereits 1496 Annaberg in Angriff genommen. Wenn auch weniger bedeutend, gehören in diese Reihe auch Scheibenberg (1522), Oberwiesenthal (1527) sowie Gottesgab (1529) und Platten (1534). Platz bestand, wie der Name aussagt, aus kaum mehr als aus dem Marktplatz. Als letzte größere Siedlung wurde die Berg- und Exulantenstadt Johanngeorgenstadt nach 1654 mit einem solchen Grundriss auf dem Fastenberg errichtet.

## Regionale Verbreitung und Beispiele
Aufgrund der rechtlichen Grundlagen gab es Bergstädte vor allem im Heiligen Römischen Reich, so dass man diese Städte heute vor allem in Deutschland, Tschechien, Slowakei, Rumänien sowie Polen, Österreich, Ungarn und Italien wiederfindet.
Bedeutendste Bergstadt in Sachsen war Freiberg, von wo aus ein überregionaler Einfluss auf Bergrechtsgesetzgebung, Technologie und Ausbildung (Bergakademie Freiberg) ausgeübt wurde. Am Ausgang des Mittelalters entwickelten sich im Zusammenhang mit Silberfunden die  auch heute noch großen Bergstädte Schneeberg, Annaberg und Marienberg. Als Sitz von Bergämtern bedeutend waren noch Altenberg, Eibenstock, Johanngeorgenstadt und Schwarzenberg. Mitte des 16. Jahrhunderts wurde dieses „Erfolgsmodell“ im Harz kopiert, um den darniederliegenden Bergbau zu beleben. In kurzer Folge wurden die „sieben Oberharzer Bergstädte“ Clausthal, Zellerfeld, Sankt Andreasberg, Grund, Lautenthal, Wildemann und später Altenau privilegiert und Bergleute aus dem Erzgebirge angezogen. Diese Städte liegen heute im Land Niedersachsen. Bergstädte von geringerer Bedeutung existierten auch in den heutigen Ländern Baden-Württemberg, Bayern, Nordrhein-Westfalen, Sachsen-Anhalt und Thüringen.
Auch in Tschechien findet man besonders viele ehemalige Bergstädte, weil die böhmischen Könige, über viele Jahrhunderte auch Kaiser des Heiligen Römischen Reiches, dieses Mittel gerne anwandten. Bereits im Mittelalter war Kuttenberg mit besonderen Rechten ausgestattet, die, in abgewandelter Form, auf andere Städte übertragen wurden. Auch Eule (Jílové u Prahy) war zeitweise sehr bedeutend. Im 16. Jahrhundert wurden insbesondere im bis dahin nahezu unerschlossenen Erzgebirge viele Siedlungen mit Stadtrechten versehen. Die bedeutendste und zeitweise zweitgrößte Stadt Böhmens war Sankt Joachimsthal (Jáchymov). Andere, hochgelegene Städte wie Gottesgab (Bozi Dar) oder Kupferberg (Měděnec) konnten ihre Bedeutung nicht halten. Im damaligen Mähren liegt das mittelalterliche Iglau (Jihlava), das mit seiner Bergrechtsprechung ebenfalls eine große Wirkung im gesamten Reich ausübte.
In der Slowakei, damals überwiegend zum Königreich Ungarn gehörend, gibt es zwei Regionen. In der Mittelslowakei liegen die sogenannten niederungarischen Bergstädte, wie das „goldene Kremnitz“ (Kremnica), das „silberne Schemnitz“ (Banská Štiavnica) und das „kupferne Neusohl“ (Banská Bystrica), die zusammen mit 3–4 anderen Städten eine Allianz bildeten. In der Ostslowakei liegen in der Zips die oberungarischen Bergstädte, wie Göllnitz (Gelnica), Schmöllnitz (Smolník) und Zipser Neudorf (Spišská Nová Ves), die ebenfalls eine Heptapolitana (Siebener-Allianz) bildeten.
In Rumänien gibt es zwei Regionen. In Siebenbürgen befinden sich große Gold- und Silberlagerstätten bei den Städten Frauenbach (Baia Mare), Mittelstadt (Baia Sprie)  und Offenburg (Baia de Arieș). Im Banat, wo vor allem Kupfer gewonnen wurde, war Orawitz (Oravița) Sitz der Oberbergdirektion.
Die polnischen Bergstädte, die überwiegend noch unter böhmischer Herrschaft privilegiert wurden, liegen vor allem in Schlesien. Größere Städte sind Georgenberg (Miasteczko Śląskie), Goldberg (Złotoryja) und Tarnowitz (Tarnowskie Góry), sowie Olkusz in der Region Kleinpolen. Da auch Salz unter die Regalien fällt, werden auch die in Kleinpolen gelegenen Städte Groß Salze (Wieliczka) und Salzberg (Bochnia) als Bergstädte bezeichnet.
In Österreich sind besonders die Städte Schwaz, Brixlegg, Kitzbühel, Rauris, Eisenerz und Rottenmann zu nennen. Rottenmann erhielt die Privilegien im Jahre 1320 und trägt heute den Beinamen „Tausendjährige Bergstadt“.
Die ungarische Bergstadt Ruda (Rudabánya) wurde von König Ludwig dem Großen im Jahre 1351 privilegiert. Des Weiteren ist hier noch Telken (Telkibánya) zu nennen.
In Italien finden wir die ältesten Bergstädte Massa Marittima und Trient.
In der norwegischen Stadt Kongsberg wurde Silber und in Røros Kupfer von deutschen Bergleuten nach der deutschen Bergwerksordnung abgebaut.